# Gerely

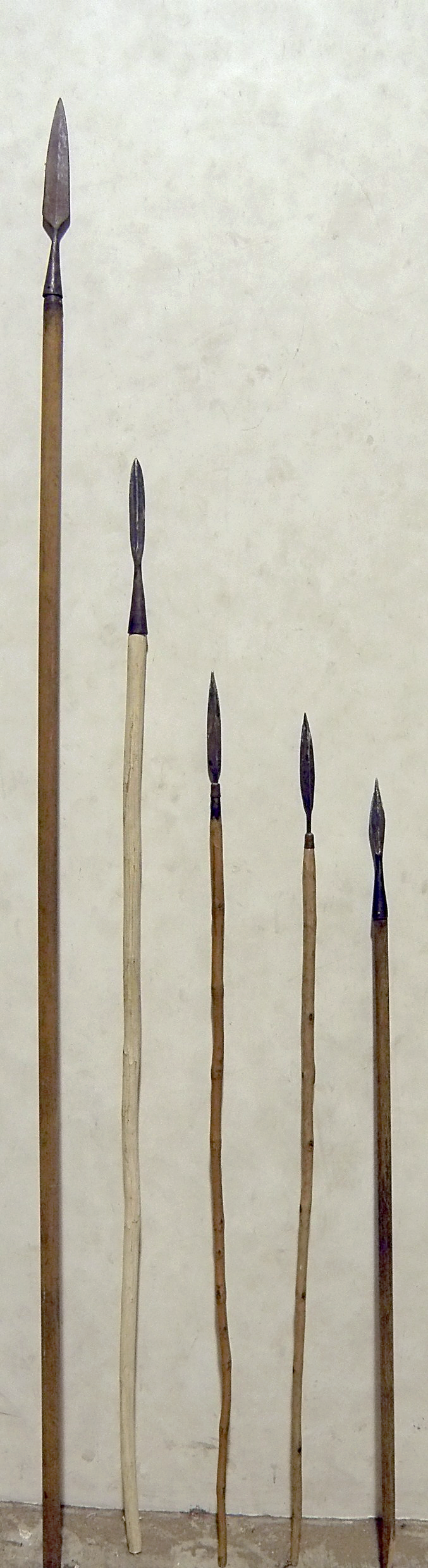
Középkori lándzsa és különböző méretű gerelyek

A gerely ősi hajítófegyver, könnyű dobólándzsa, valamint az olimpiai játékokon is szereplő sporteszköz. A szálfegyverek illetve a dobófegyverek közé tartozik, számos változata van, illetve sok hasonló „rokona” ismert különböző neveken, mint például a régi magyar kelevéz. Kezdetben csak egyszerűen kihegyezve használták, később csont-, kő- vagy fémheggyel látták el. A gerelyek sajátossága, hogy a repülés stabilitása érdekében a súlypontjánál fogva kell elhajítani; a fejlettebb eszközöknél a súlypontot vastagítással is hangsúlyozzák.

## Története
Már az ősember első szerszámai közé tartozhatott az egyenes, kihegyezett bot, amivel szúrni lehetett, de távolabbi célra is hajíthatták. Használatát Európában is kimutatták már a középső paleolitikumtól kezdve. Az eddig talált legrégebbi példány mintegy 300 000 éves, az alsó-szászországi Schöningen melletti régészeti lelőhelyről származik, ahol ugyanabból a korból más fából készült eszközök, fegyverek is előkerültek. Ezt a példányt lucfenyő ágából faragták ki, 64,5 cm hosszú, tömege 264 gramm. A heidelbergi emberek egy csoportja élhetett ezen a területen. 2012-ben Dél-Afrikában olyan, mintegy félmillió éves kőeszközöket fedeztek fel, amiket gerely hegyeként azonosítottak.

A gerely különböző formái egészen a 19. századig használatosak voltak a hadviselésben. A Római Birodalom légiói által használt gerely neve pilum volt; ennek sajátossága, hogy a becsapódásnál vashegye elgörbült, ezért nem lehetett azonnal visszahajítani, mint a gerelyek más fajtái esetében. 1879-ben Dél-Afrikában az angol–zulu háborúban a zuluk Napóleon Lajos francia császári herceget sajátos gerelyükkel, az assegai nevű fegyverrel ölték meg.  

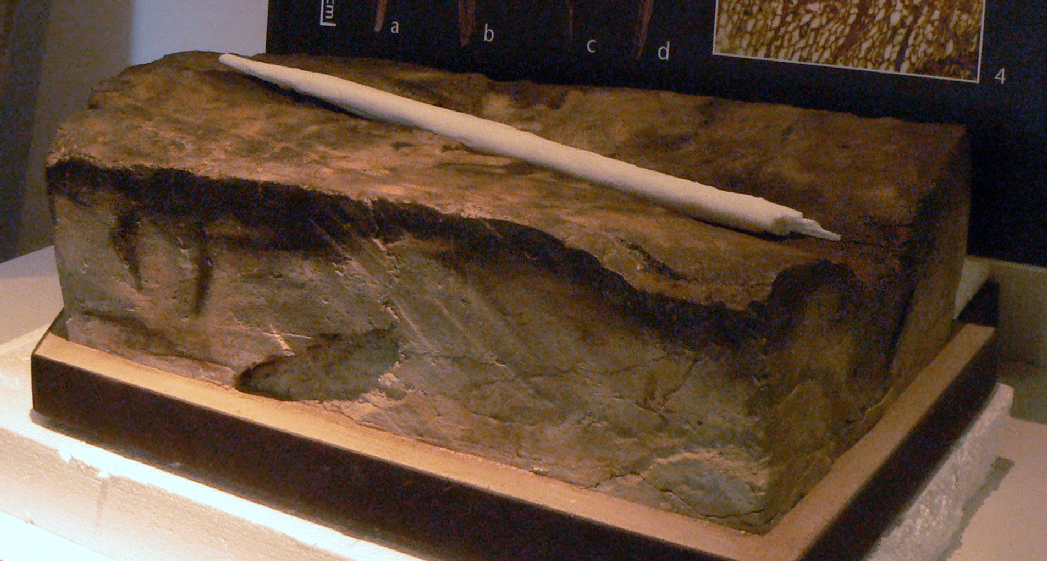
A schöningeni gerely
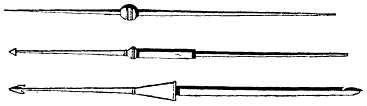
A súlypontot kihangsúlyozó gerelyek rajzai a Nordisk familjebokból
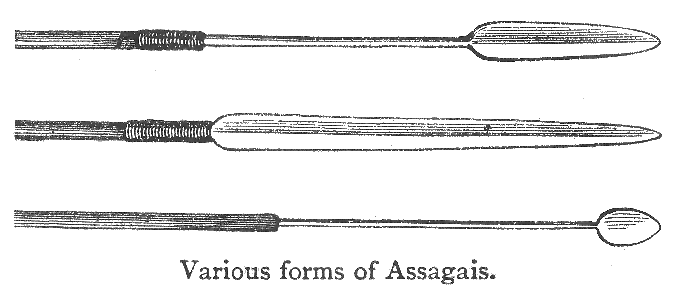
19. századi afrikai assegai gerelyek
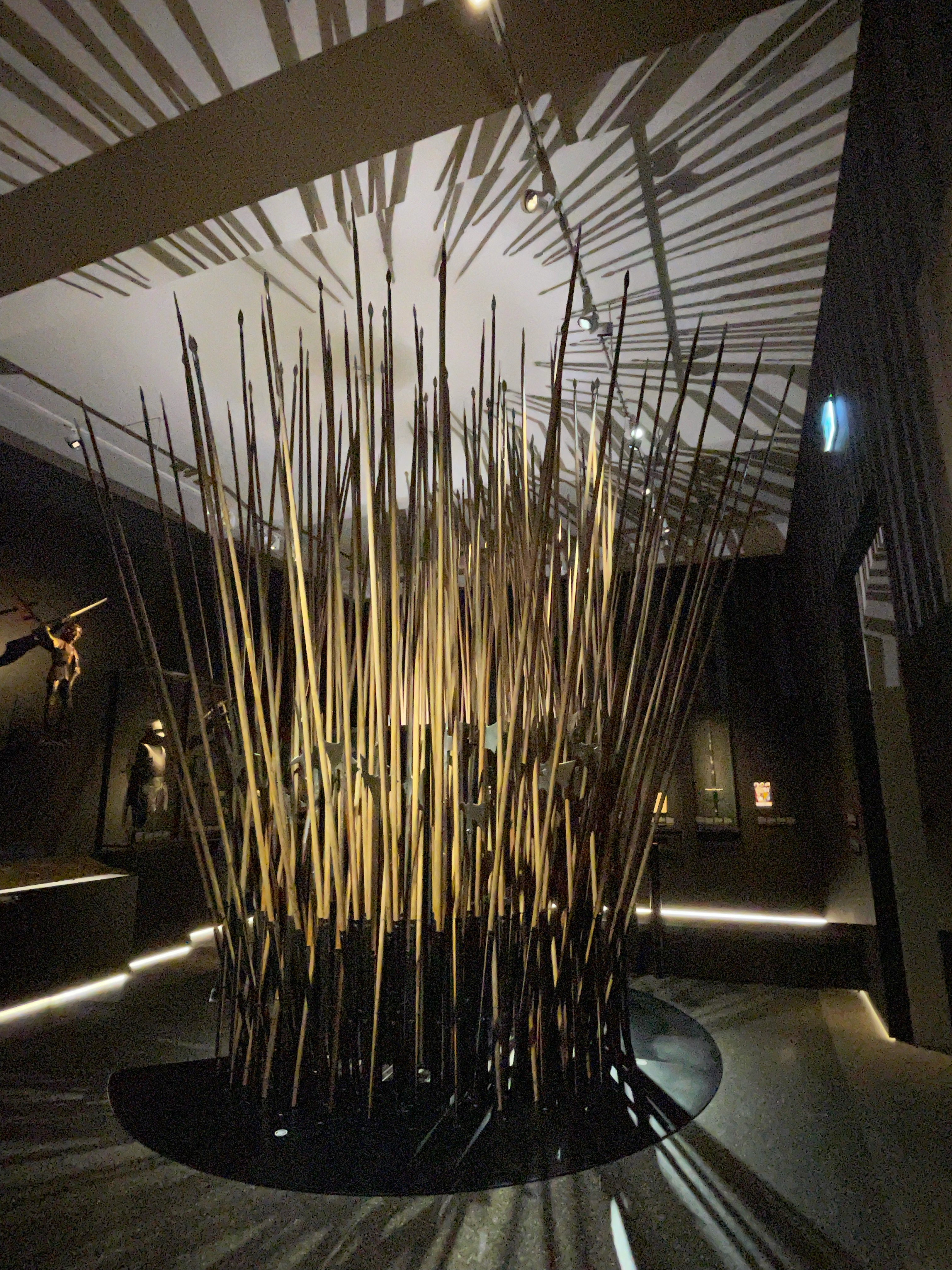
Hosszú gerelyek a Landesmuseum Zürichben

## Fordítás
Ez a szócikk részben vagy egészben  a   Speer című német Wikipédia-szócikk ezen változatának fordításán alapul.  Az eredeti cikk szerkesztőit annak laptörténete sorolja fel. Ez a jelzés csupán a megfogalmazás eredetét és a szerzői jogokat jelzi, nem szolgál a cikkben szereplő információk forrásmegjelöléseként.